# Seminole County (Oklahoma)
Seminole County ist ein County im Bundesstaat Oklahoma der Vereinigten Staaten. Der Verwaltungssitz (County Seat) ist Wewoka. Das U.S. Census Bureau hat bei der Volkszählung 2020 eine Einwohnerzahl von 23.556 ermittelt.

## Geographie
Das County liegt etwas südöstlich des geographischen Zentrums von Oklahoma und hat eine Fläche von 1659 Quadratkilometern, wovon 21 Quadratkilometer Wasserfläche sind. Es grenzt im Uhrzeigersinn an folgende Countys: Okfuskee County, Hughes County, Pontotoc County und Pottawatomie County.

## Geschichte
Seminole County wurde am 16. Juli 1907 als Original-County aus Seminolen-Land gebildet. Benannt wurde es nach dem nordamerikanischen Indianervolk der Seminolen.

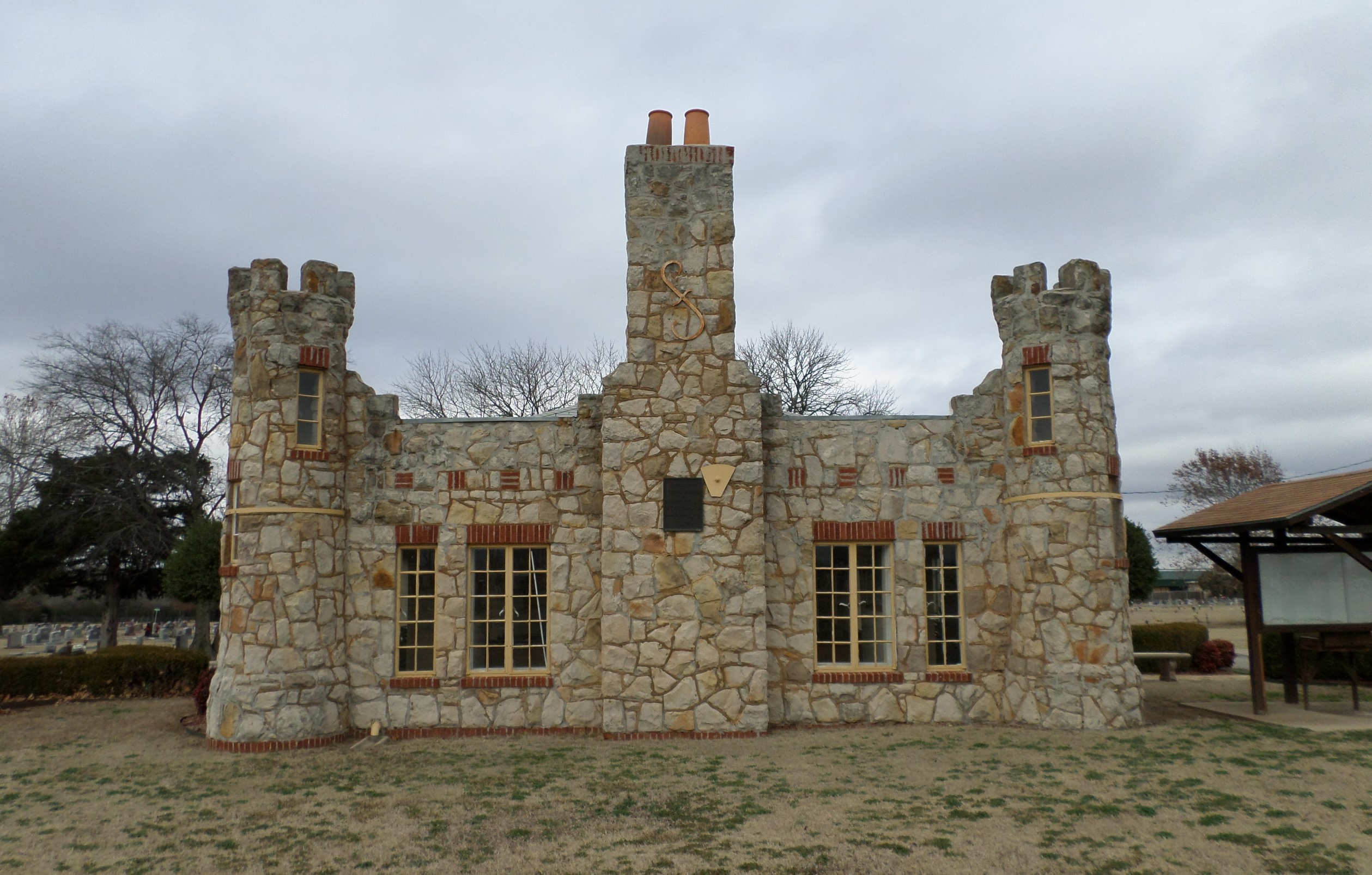
Die Strother Memorial Chapel ist einer von 16 Einträgen des Countys im NRHP.

16 Bauwerke und Stätten des Countys sind im National Register of Historic Places (NRHP) eingetragen (Stand 6. Juni 2018).

## Demografische Daten

Alterspyramide des Seminole County

Nach der Volkszählung im Jahr 2000 lebten im Seminole County 24.894 Menschen in 9.575 Haushalten und 6.788 Familien. Die Bevölkerungsdichte betrug 15 Einwohner pro Quadratkilometer. Ethnisch betrachtet setzte sich die Bevölkerung zusammen aus 70,74 Prozent Weißen, 5,59 Prozent Afroamerikanern, 17,39 Prozent amerikanischen Ureinwohnern, 0,22 Prozent Asiaten, 0,05 Prozent Bewohnern aus dem pazifischen Inselraum und 0,74 Prozent aus anderen ethnischen Gruppen; 5,28 Prozent stammten von zwei oder mehr Ethnien ab. 2,22 Prozent der Bevölkerung waren spanischer oder lateinamerikanischer Abstammung.
Von den 9.575 Haushalten hatten 30,7 Prozent Kinder unter 18 Jahre, die im Haushalt lebten. 53,3 Prozent waren verheiratete, zusammenlebende Paare, 13,3 Prozent waren allein erziehende Mütter. 29,1 Prozent waren keine Familien, 25,9 Prozent waren Singlehaushalte und in 13,1 Prozent der Haushalte lebten Menschen im Alter von 65 Jahren oder darüber. Die durchschnittliche Haushaltsgröße betrug 2,54 und die durchschnittliche Familiengröße betrug 3,05 Personen.
26,3 Prozent der Bevölkerung waren unter 18 Jahre alt, 9,0 Prozent zwischen 18 und 24, 24,4 Prozent zwischen 25 und 44, 23,4 Prozent zwischen 45 und 64 und 16,7 Prozent waren 65 Jahre oder älter. Das Durchschnittsalter betrug 38 Jahre. Auf 100 weibliche Personen kamen 93,2 männliche Personen. Auf 100 Frauen im Alter von 18 Jahren oder darüber kamen 90,0 Männer.
Das jährliche Durchschnittseinkommen eines Haushalts betrug 25.568 USD und das durchschnittliche Einkommen einer Familie betrug 30.791 USD. Männer hatten ein durchschnittliches Einkommen von 25.954 USD gegenüber den Frauen mit 18.285 USD. Das Prokopfeinkommen betrug 13.956 USD. 16,7 Prozent der Familien und 20,8 Prozent der Bevölkerung lebten unterhalb der Armutsgrenze.